# Cajazeiras
Cajazeiras – miasto w Brazylii, w zachodniej części stanu Paraíba.

## Opis
Miejscowość została założona w 1863 roku. Przez miasto przebiega droga krajowa transamazońska BR-230, PB-393 i PB-400.

## Edukacja
- Instituto Federal de Educação, Ciência e Tecnologia da Paraíba[1].
- UFCG, Universidade Federal de Campina Grande - Campus Cajazeiras[2].

## Sport
- Estádio Perpétuo Corrêa Lima - stadion piłkarski
- Atlético Cajazeirense de Desportos - klub piłkarski[3].